# Augustinern 70 (Quedlinburg)

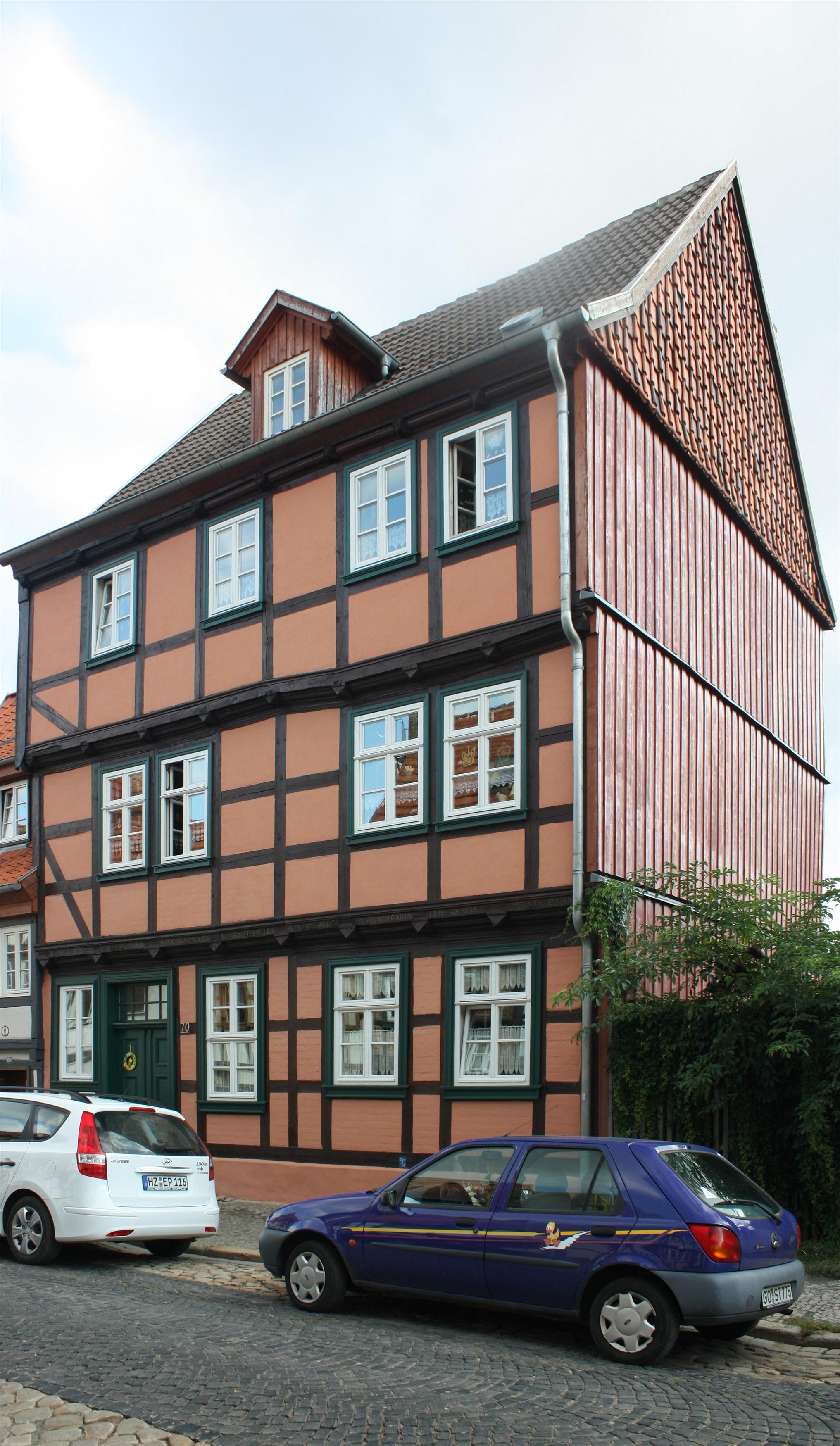
Haus Augustinern 70

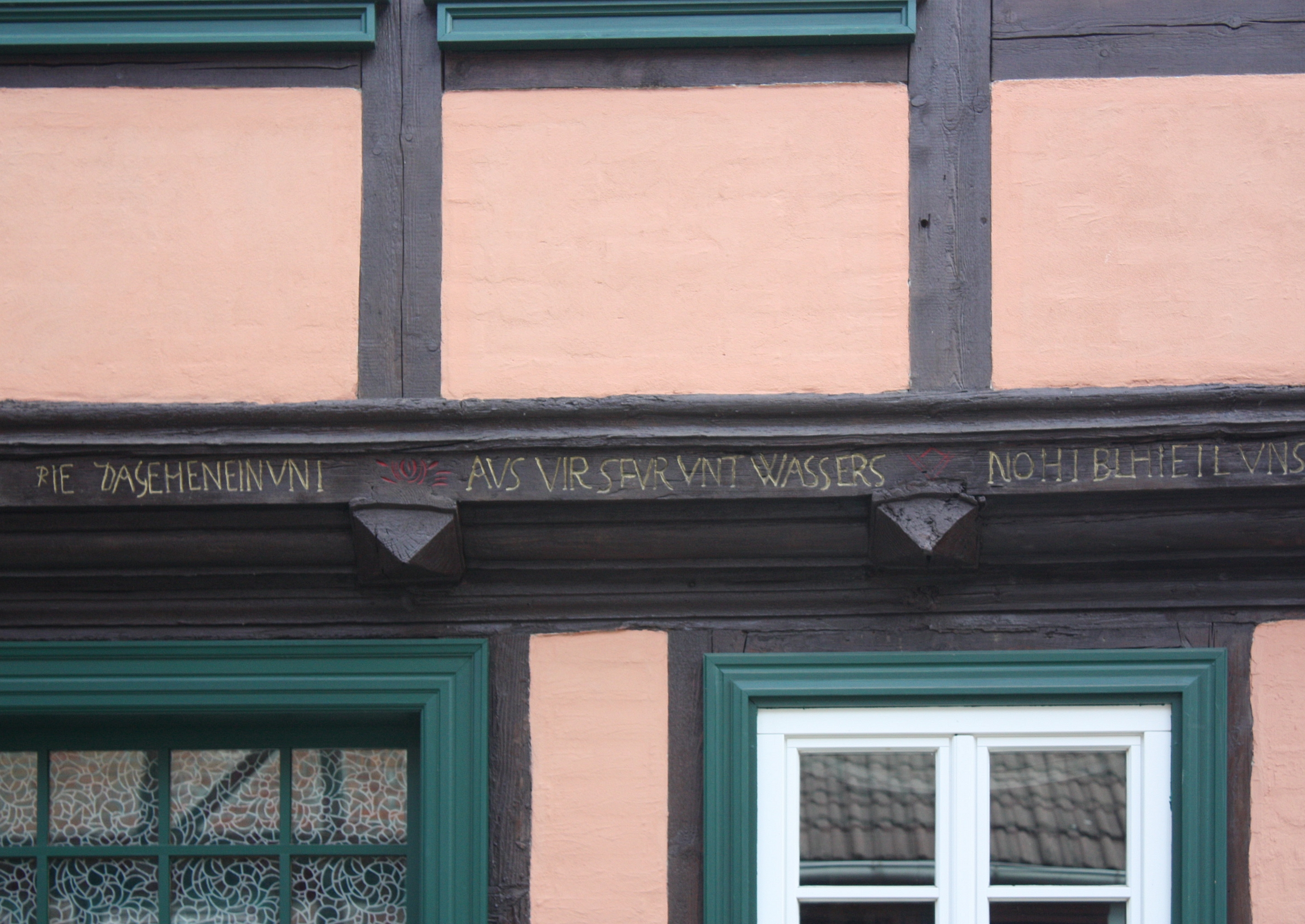
Stockschwelle und Pyramidenbalkenköpfe

Das Haus Augustinern 70 ist ein denkmalgeschütztes Gebäude in der Stadt Quedlinburg in Sachsen-Anhalt.

## Lage
Es befindet sich im nördlichen Teil der historischen Quedlinburger Neustadt und gehört zum UNESCO-Weltkulturerbe. Im Quedlinburger Denkmalverzeichnis ist es als Wohnhaus eingetragen.

## Architektur und Geschichte
Das dreigeschossige Fachwerkhaus entstand nach einer Inschrift im Jahr 1712, nach anderen Angaben 1732 oder 1737. Die Inschrift führt als Meistermonogramm die Buchstaben M.G.G.Z., es wird vermutet, dass damit Gabriel Goldfuß junior gemeint ist. Die Stockschwelle des ersten Obergeschosses ist mit Pyramidenbalkenköpfen verziert. Das zweite Obergeschoss ist wohl späteren Ursprungs. Als Zierelement kam hier eine Profilbohle zum Einsatz. Darüber hinaus wurden die Gefache mit Zierausmauerungen versehen.